# Autostrada międzystanowa nr 26
Interstate 26 – autostrada międzystanowa we wschodniej części Stanów Zjednoczonych. Długość wynosi 561,66 km i przebiega przez następujące stany:
- Karolina Północna
- Karolina Południowa
- Tennessee

Droga zaczyna się w mieście Kingsport w stanie Tennessee a kończy w Charleston w Karolinie Południowej.

## Drogi pomocnicze
- Autostrada międzystanowa nr 126
- Autostrada międzystanowa nr 326
- Autostrada międzystanowa nr 526